# Chiemgau

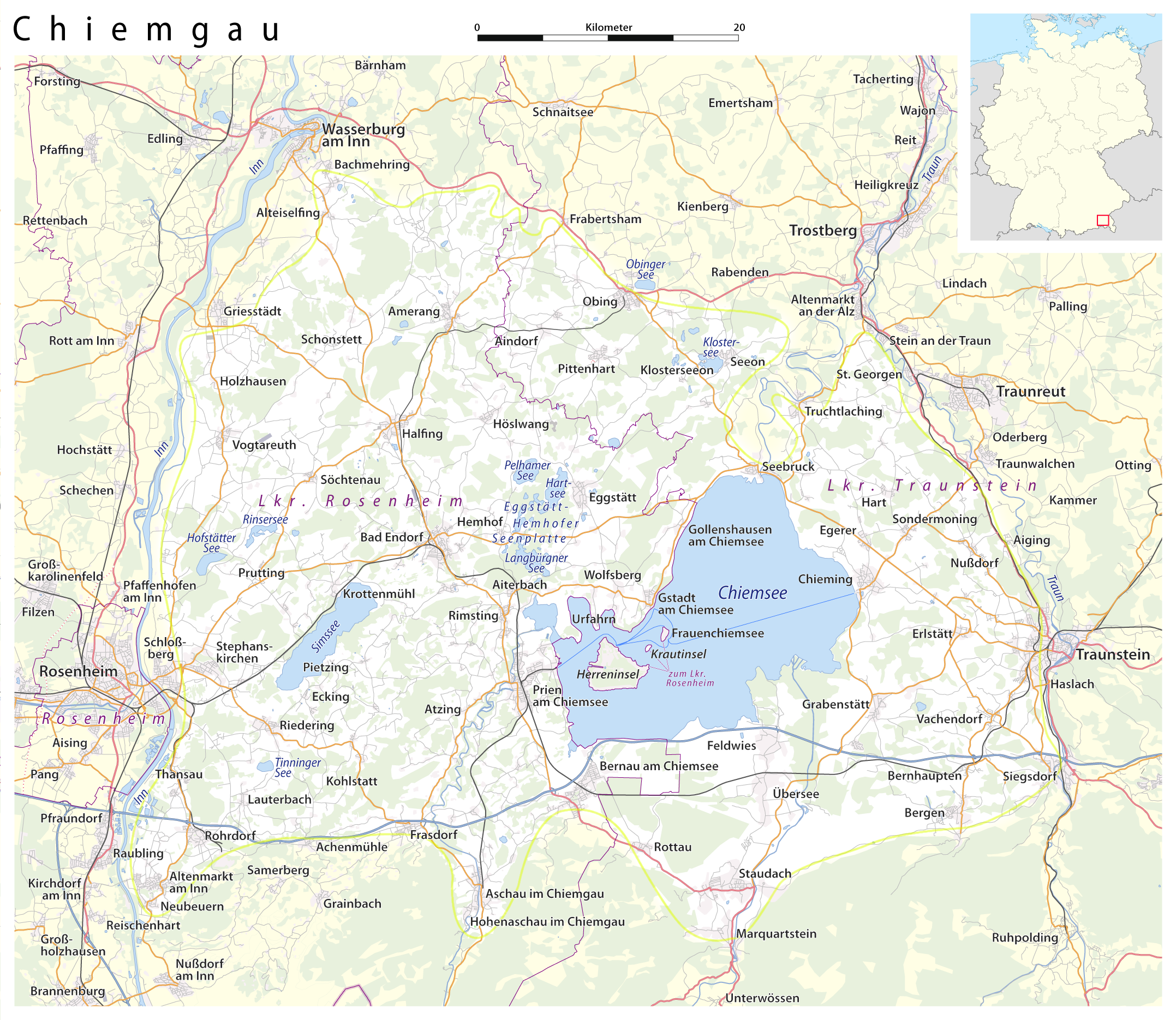
Mapa del Chiemgau

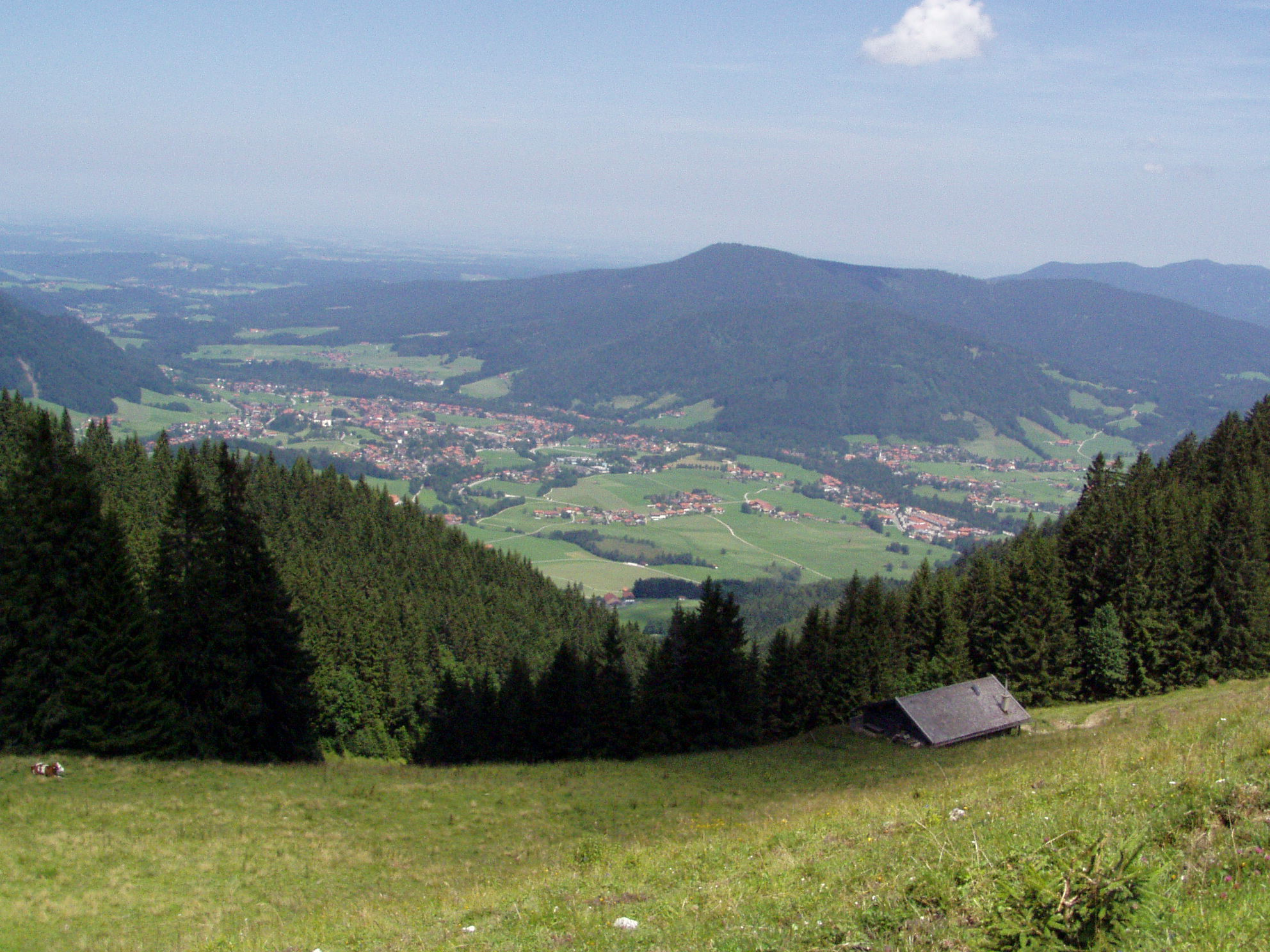
Paisatge del Chiemgau

Chiemgau és el nom comú d'una àrea geogràfica a l'Alta Baviera antiga regió històrica d'Alemanya. Es refereix a la zona al peu dels Alps entre els rius Inn i Traun, amb el llac Chiemsee al centre. Els districtes polítics que formen el Chiemgau són Rosenheim i Traunstein. Wendelstein és el nom d'una famosa muntanya molt a prop però no estrictament al Chiemgau, mentre que Kampenwand és de fet el pic més atractiu al sud del Chiemsee.

## Explicació del nom
El nom Chiemgau i Chiemsee juntament amb el nom de lloc Chieming presumptament deriva de l'antropònim vell alemany Chiemo (VII/VIII segles). Al final del VIII segle el nom Chiemgau apareix per primera vegada en documents com a Chimigaoe donat en aquell temps a una àrea més petita al voltant del poble de Chieming.

## Història
Des de l'Neolític fins al Bronze i Ferro els humans han deixat les seves traces al Chiemgau.
Després aquesta regió fou poblada pels celtes i posteriorment pels romans. Els romans s'instal·laren principalment prop del riu Alz i feren una ruta per la seva via romana que anava de Salzburg a Augsburg al Seebruck (Bedaium). En aquell temps el Chiemgau era a la rodalia de la província romana de 'Noricum'.
El Chiemgau fou molt temps connectat amb els ducs bavaresos i també els prínceps bisbes de Salzburg. Després de la secularització de 1803 el districte de Chiemgau sencer passava a Baviera.
Al Chiemgau es produeix fusta, ferro i sal. La producció de sal, que existia de 1619 fins a 1912, tenia una influència cultural i econòmica gran a la regió. El Chiemgau ha estat tradicionalment país de cria de cavalls.

## Natura i geografia
L'edat de gel, que tenia lloc fa 15000 anys, formava les planures de les muntanyes i el paisatge moranic. Per aquesta raó el Chiemgau és un camp muntanyós amb herbassars nombrosos, boscos i fens; a més hi ha abundància de llacs dels quals el major és el Chiemsee. Les muntanyes més grans són gairebé d'uns 2000 metres d'altura.